# ولاية سرداريا

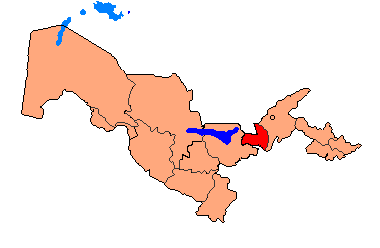
ولاية سرداريا

مقاطعة سرداريا (بالأوزبكية : Sirdaryo viloyati، Сирдарё вилояти) وتقع في وسط البلاد على الضفة اليسرى لنهر سيرداريا Syr Darya
تقدر مساحتها ب 5100 كيلومتر مربع و يقدر عدد السكان بحوالي 648100
وتنقسم ولاية سرداريا لتسع مناطق إدارية والعاصمة هي مدينة كولستان "Guliston"
وتعتمد في اقتصادها على القطن ومحاصيل الحبوب، مع الاعتماد الشديد على الري وتربية الماشية. والمحاصيل الثانوية وتشمل الأعلاف والخضروات والبطيخ والقرع والبطاطا والذرة، ومجموعة متنوعة من الفاكهة والعنب. وتتألف الصناعة من مواد البناء ومعدات الري وتجهيز القطن الخام.